# Hamed Diane Séméga
Hamed Diane Séméga, né le 19 avril 1962 à Dakar, est un homme politique malien.

## Biographie

### Enfance et formation
Hamed Diane Séméga effectue son cycle fondamental à l’école de Nioro 2 (Sud-Ouest Mali) et décroche son diplôme d’études fondamentales (DEF).  Orienté au lycée de Kayes, il termine ses études secondaires en 1983 au lycée de Nioro.
Il effectue ses études supérieures à l’École Nationale d’Administration de Bamako (ENA) où il passe une maîtrise en Sciences juridiques, avec une spécialisation dans l’administration des projets miniers.

### Parcours professionnel
Hamed Diane Séméga travaille dans le secteur minier comme consultant en administration de projets miniers. De 1990 à 1992, il est directeur administratif de Canadian Mali Gold Corporation, une société de recherche minière. De 1992 à 1994, il occupe le poste de directeur des opérations de USM Industries pour le Mali, puis le poste de directeur administratif de Golden Star Ressources pour le Mali de 1994 à 1997, et directeur administratif et juridique de Pan African Ressources Corporation (filiale de Golden Star Ressources) pour l’Afrique de l’Ouest et du Centre.
Il entame sa carrière politique avec l’arrivée au pouvoir en 2002 d’Amadou Toumani Touré qui fait de lui une personnalité de premier plan pendant toute la durée de son mandat. Il devient ministre du portefeuille des Mines, de l'Énergie et de l'Eau du 15 juin 2002 au 3 octobre 2007. En novembre 2005, il participe à la cession des actions de Bouygues dans l'entreprise nationale Énergie du Mali,.
Il est ensuite nommé ministre de l'Équipement et des Transports du 3 octobre 2007 au 22 mars 2012.
En 17 mai 2017, Hamed Diane Séméga est nommé Haut-Commissaire de l’Organisation pour la mise en valeur du fleuve Sénégal (OMVS), un mandat d'une durée de quatre ans. En 2021, il prépare sa candidature pour l'élection présidentielle malienne de 2022.

## Distinctions honorifiques
- Grand Officier de l’Ordre National du Mali [5]
- Commandeur de l’Ordre National de la Mauritanie
- Officier de l’Ordre National de Côte d’Ivoire

## Vie privée
Hamed Diane Séméga est marié et père de 3 enfants.